# Isabel Schneider
Isabel Schneider(Olpe, 15 de julho de 1991) é voleibolista indoor e jogadora de vôlei de praia alemã, no vôlei de praia foi medalhista de ouro no Campeonato Mundial Sub-23 na Polônia.

## Carreira
Em 1998,  iniciou no voleibol de quadra no VC SFG Olpe, com o apoio do seu primeiro professor Josef Basch, fez parte da equipe juvenil do RC Sorpesee, competindo na edição da 1ª Bundesliga em 2007, e disputou a Copa Federal (Bundespokal) de 2007, categoria Sub-18, representando Renânia do Norte-Vestfália, depois, foi atuar em 2008 na segunda divisão pelo TuS Iserlohn, mais adiante transferiu-se para o TSV Bayer 04 Leverkusen, sendo campeã da 2ª Bundesliga Norte em 2010, 2011 (também da promoção), 2013 (quando jogou com sua irmã Laura Schneider) e 2016.
Em 2008, vinculada ao clube TuS Iserlohn, já competia no vôlei de praia, formou dupla com Lisa Schulte-Schmale, foram bicampeãs do Campeonato da Alemanha Ocidental Sub-18, derrotando 15 duplas da Renânia do Norte-Vestfália e não perderam nenhum set, se qualificaram para o Campeonato Alemão..
Nas areias, ainda em 2008, jogou com Christine Aulenbrock na edição do Campeonato Europeu Sub-18 em Loutraki e finalizaram na quinta colocação.Em 2009, ao lado de Pia Riedel conquistou o quarto lugar no Campeonato Europeu Sub-20 em Kos e com Sandra Seyfferth disputou o Campeonato Mundial Sub-19 em Alanya, e finalizaram na décima nona posiçãoe com esta atleta terminou na quinta posição no Campeonato Europeu Sub-20 na Catania.
Na praia, ainda competiu com Christine Aulenbrock na edição do Campeonato Mundial Sub-21 de 2011 em Halifax, quando terminaram em quinto lugar.Em 2013, formou dupla com Teresa Mersmann conquistando os títulos no campeonato nacional nas etapas de Nordernay e Binz, o vice-campeonato em St Peter-Ording e os terceiros lugares em Mannheim e Kühlungsborn, juntas conquistaram o primeiro pódio no circuito mundial, foram vice-campeãs no Aberto de Anapa e foram quartas colocadas no Aberto de Durban; e ao lado de Victoria Bieneck conquistaram a medalha de ouro no Campeonato Mundial Sub-23 de 2013 em Mysłowice. 
Na temporada de 2014, com Teresa Mersmann, tiveram como melhor desempenho, o quinto lugar no Aberto de Anapa e o nono lugar em Fuzhou, foram campeãs em Köln e  vice-campeãs nas etapas do campeonato nacional em Münster  e Nürnberg, além do terceir lugar em Binz, e finalizou a temporada com Julia Großner no Grand Slam de São Paulo. Iniciou 2015, ao lado de Teresa Mersmann, terminaram em terceiro no circuito alemão nas etapas de Dresden, Binz e St. Peter-Ording, e obtiveram o vice-campeonato na etapa de Timmendorfer Strand, já pelo circuito mundial, terminaram em nono no Aberto do Rio de Janeiro, Xiamen  e Antália.
No período de 2016, continuo com a dupla ao lado de Teresa Mersmann, teve como melhor resultado no circuito mundial o quinto lugar no Aberto de Cincinnati, no circuito alemão foram campeãs em Hamburgo e quartas colocadas em Binz, sendo que obteve o sétimo lugar ao lado de Tatjana Zautys na etapa de St. Peter-Ording. A partir de 2017, retomou a parceria com Victoria Bieneck, no circuito mundial terminaram em terceiro lugar em Xiamen (três estrelas), quarto em Moscou (três estrelas) e o nono posto nos cinco estrelas de Poreč e Gstaad. No Campeonato Mundial de Viena disputaram a repescagem. No Campeonato da Europa de 2017 em Jūrmala e ficou em décimo sétimo lugar, depois alcançaram o quarto lugar no campeonato alemão na etapa de Timmendorfer Strand.
No Circuito Mundial de 2018,  ao lado de Victoria Bieneck obteve os quartos lugares em Fort Lauderdale (cinco estrelas) e Ostrava (quatro estrelas), na edição do Campeonato Europeu em Haia terminaram em quinto; ainda em 2018, foi campeã alemã em Timmendorfer Strand, vice-campeãs em Olten, Dresden. Juntas, estiveram no Circuito Mundial de 2019, foram nonas colocadas em Sydney e quinto em Kuala Lumpur (ambos torneios três estrelas) e nono em Tóquio (quatro estrelas).No ano de 2019, disputou o Campeonato Mundial em Hamburgo e terminaram em décimo sétimo. No campeonato alemão de 2019 foram superadas nas quartas de final, já no circuito mundial terminaram em nono lugar no torneio quatro estrelas de Roma. 
Em 2020,  ela e Victoria Bieneck, conquistaram o quarto lugar no campeonato alemão e em quinto no Campeonato Europeu em JūrmalaJūrmala]]; começaram juntas o ano de 2021,  terminaram em nono lugar em alguns eventos do circuito mundial e terminaram em quinto no Campeonato Europeu em Viena, esteve no circuito suíço com Leonie Körtzinger e foram vice-campeãs em Locarno, no mesmo circuito esteve com Victoria Bieneck na conquista da etapa de Olten.Também foram as segundas colocadas no torneio nacional King of the Court em Hamburgo  
Com Sandra Ittlinger formou dupla para 2022,  disputaram o Torneio Rei e Rainha da Praia em Doha e foram as campeãs, nesta jornada, terminaram em décimo sétimo lugar no Campeonato Mundial de Roma e o quarto lugar no Challenge de Kuşadası pelo circuito mundial, ainda terminaram em nono no Campeonato Europeu de Voleibol de Praia em Munique.
Ainda em 2022, passou a jogar com Julia Sude, terminaram na quinta posição no Challenge no primeiro evento em Dubai e vice-campeãs no segundo evento, a nona posição no Elite 16 em Torquay. Em 2023, confirmam a dupla, e estiveram no Challenge de Itapema, onde terminaram em nono lugar. 

## Títulos e resultados
- Challenge de Dubai (II) do Circuito Mundial de Vôlei de Praia de 2022
- Aberto de Anapa do Circuito Mundial de Vôlei de Praia de 2013
- 3* de Xiamen do Circuito Mundial de Vôlei de Praia de 2017
- Challenge de Kuşadası do Circuito Mundial de Vôlei de Praia de 2022
- 5* de Fort Lauderdale do Circuito Mundial de Vôlei de Praia de 2018
- 4* de Ostrava  do Circuito Mundial de Vôlei de Praia de 2018
- 3* de Moscou do Circuito Mundial de Vôlei de Praia de 2017
- Aberto de Durban do Circuito Mundial de Vôlei de Praia de 2013
- Campeonato Europeu Sub-20 de 2009